# Сан Марино на Зимским олимпијским играма 2006.
Сан Марино је у свом седмом учествовању на Зимским олимпијским играма у Торину учествовао са једним скијашем, који се такмичио у велеслалому у мушкој конкуренцији. Како је скијаш Марино Кардели био једини представник своје земље, он је на свечаном отварању и затварању Зимских олимпијских игара 2006. носио заставу Сан Марина. 
Екипа Сан Марина није освојила ниједну медаљу.

## Мушкарци
| Скијаш         | Дисциплина | Резултати               | Резултати               | Резултати               | Резултати               |                         |
| Скијаш         | Дисциплина | 1 вожња                 | 2 вожња                 | Укупно                  | Поз.                    |                         |
| -------------- | ---------- | ----------------------- | ----------------------- | ----------------------- | ----------------------- | ----------------------- |
| Марино Кардели | Велеслалом | Није завршио прву вожњу | Није завршио прву вожњу | Није завршио прву вожњу | Није завршио прву вожњу | Није завршио прву вожњу |